# Urban I.

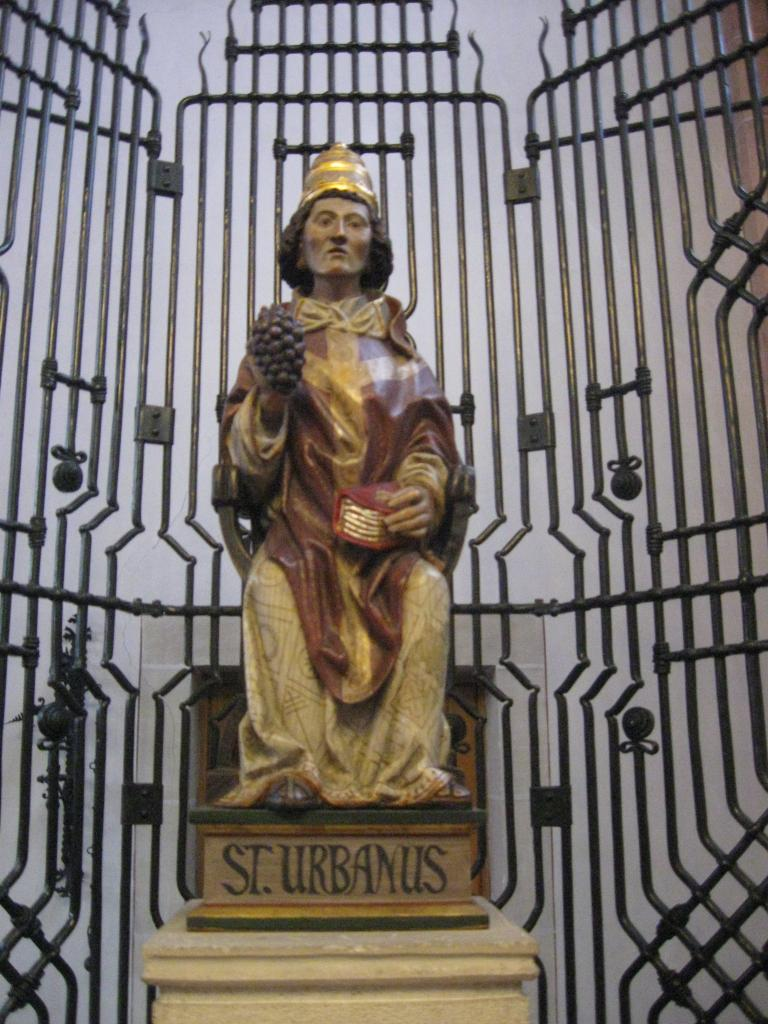
Schnitzfigur von Papst Urbanus aus Südtirol, Ende 15. Jh. (Propsteikirche St. Urbanus in Gelsenkirchen-Buer)

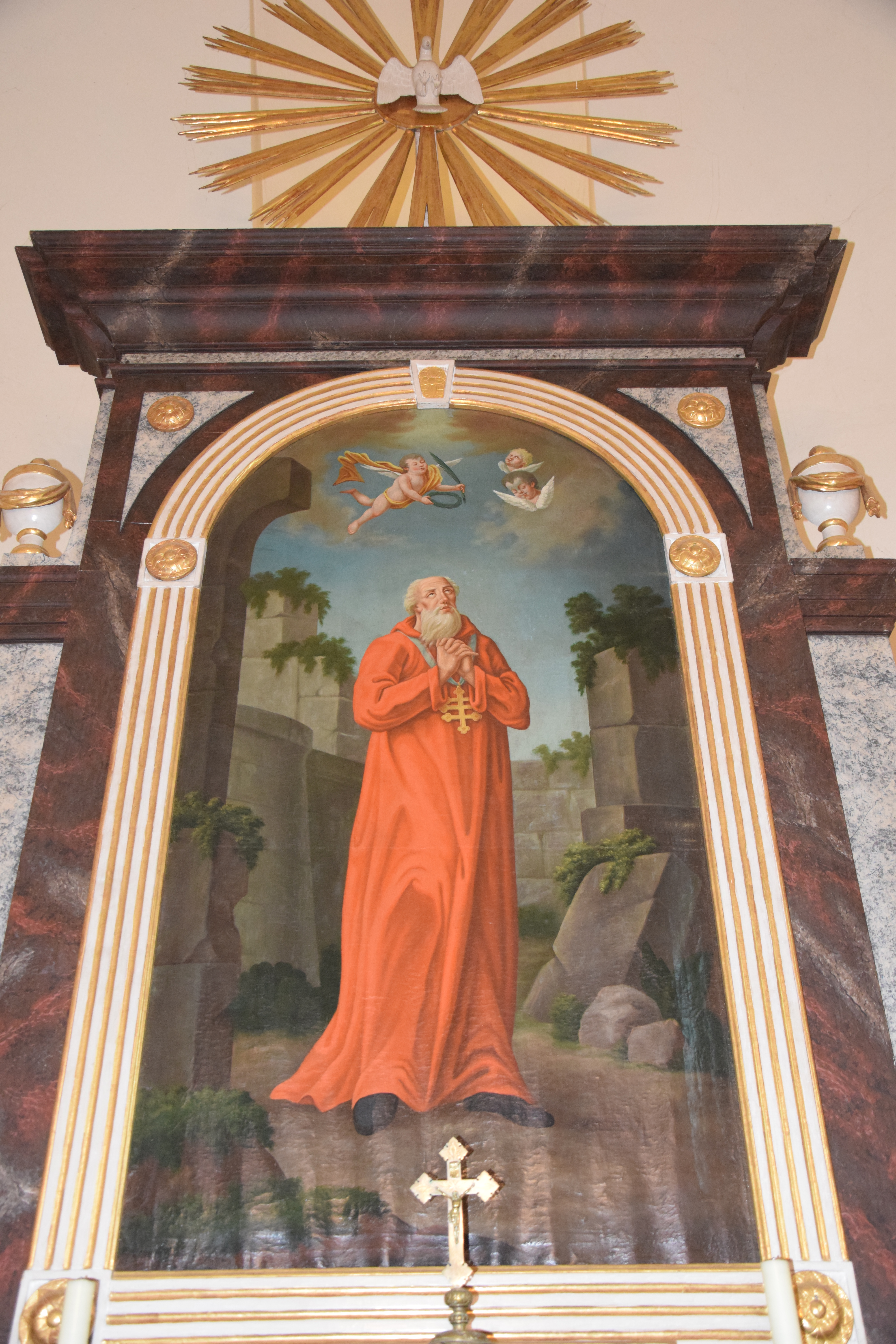
Altarbild in der Filialkirche Riedlingsdorf

Der heilige Urban († 230) war von 222 bis 230 Bischof von Rom. Sein Name bedeutet „der Städter“ (lateinisch) und der Liber Pontificalis bescheinigt ihm stadtrömische Herkunft. Historisch ist über ihn wenig bekannt.

## Erwähnung
Er wird von Eusebius von Caesarea in seiner Kirchengeschichte erwähnt und es gibt auch eine Inschrift in der Papstkrypta der Calixtus-Katakombe mit seinem Namen. Er übte sein Amt in der Regierungszeit von Kaiser Alexander Severus aus, der sich den Christen gegenüber tolerant verhielt. Das Schisma des Hippolyt von Rom dauerte an. Die Kirche feiert den 25. Mai als seinen Gedenktag, der nach alter Überlieferung vermutlich sein Todestag ist.
Nicht historisch belegbar ist die Zuschreibung einer liturgischen Verordnung, Messgeräte nur aus Silber zu fertigen, ebenso wie ein Brief an die Christenheit und ein Dekret bei Pseudo-Isidor. Die Legende spricht von einer großen Anzahl Bekehrter, unter denen auch Valerian, Ehemann der heiligen Cäcilia, und sein Bruder Tiburtius waren. Zudem soll er nach der Passio S. Caeciliae aus dem 5. Jahrhundert und anderen späten Quellen als Märtyrer durch Enthauptung unter Kaiser Severus Alexander gestorben sein.

## Verehrung als Heiliger
Der heilige Urban I. ist Patron von Maastricht, Toledo, Troyes, Valencia und Zielona Góra (Grünberg in Schlesien); der Weinberge, des Weines, der Winzer und Küfer; gegen Trunkenheit, Gicht („St. Urbans Plag“), Frost, Gewitter und Blitz. Die Funktion als Schutzpatron der Winzer ist sekundär, sie wurde ihm aufgrund einer Verwechslung mit dem heiligen Urban von Langres († 375) zuteil.
Sein katholischer Gedenktag ist der 25. Mai, der Urbanstag. In Magdeburg gibt es zusätzlich den Tag der Überführung der Gebeine, den 22. Januar.